# Cephaloleia depressa
Cephaloleia depressa es un coleóptero de la familia Chrysomelidae.
Fue descrita científicamente en 1858 por Baly.